# Stoßtrupp Adolf Hitler

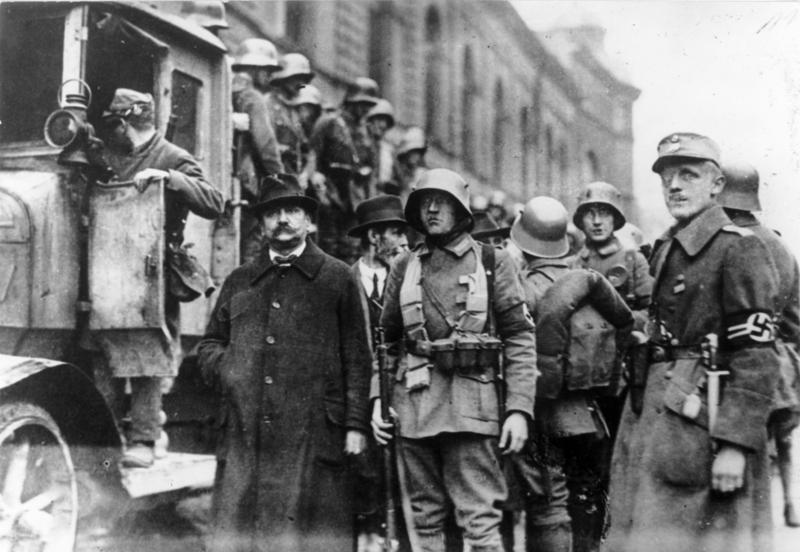
Der Stoßtrupp Adolf Hitler nahm am 9. November 1923 sozialistische Stadträte fest

Der Stoßtrupp Adolf Hitler (auch: Stoßtrupp Hitler) entstand im Mai 1923 in München und war ursprünglich eine Gruppe von Leibwächtern Adolf Hitlers. Der Stoßtrupp spielte eine Rolle beim Hitlerputsch  und wurde wie die NSDAP kurz danach verboten. Als Nachfolgeorganisation des Stoßtrupps entstand im April 1925 die SS. Auf Befehl Hitlers leiteten 40 ehemalige Mitglieder am 9. November die Novemberpogrome 1938 ein, indem sie am späten Abend von einem „Kameradschaftsabend“ aus im Alten Rathaus in München aufbrachen, um als „Speerspitze bei den antijüdischen Ausschreitungen“ in München zu wirken, wobei sie unter anderem die Synagoge Ohel Jakob in Brand setzten, worauf erstmals Angela Hermann aufmerksam machte.

## Der Stoßtrupp
Auf den Versammlungen der NSDAP kam es nicht selten zu gewalttätigen Auseinandersetzungen. Als besondere Eliteeinheit der SA, die bereits seit November 1920 bestand, wurde dafür im März 1923 ein „Saalschutz“ mit der Bezeichnung Stabswache gegründet. Es war eine kleine Gruppe mit nur wenigen Männern, die graue Jacken, Mützen mit dem Totenkopfsymbol und schwarz umrandete Hakenkreuzbinden am Arm trugen.
Im Mai 1923 wurde die Stabswache in den mobilen Stoßtrupp Hitler überführt, der Teil des SA-Regiments München war. Zu Beginn bestand er aus etwa 20 Mann, er wuchs später auf 100 Mann an; viele Mitglieder entstammten den Freikorps. Er war nicht nur Leibwache, sondern auch auf politische Gegner angesetzte Schlägertruppe. Die Truppe war flexibel, jederzeit mobilisierbar und handelte mit unbedingtem Gehorsam ausschließlich auf Befehl Adolf Hitlers.

### 8. und 9. November 1923 (Hitlerputsch)

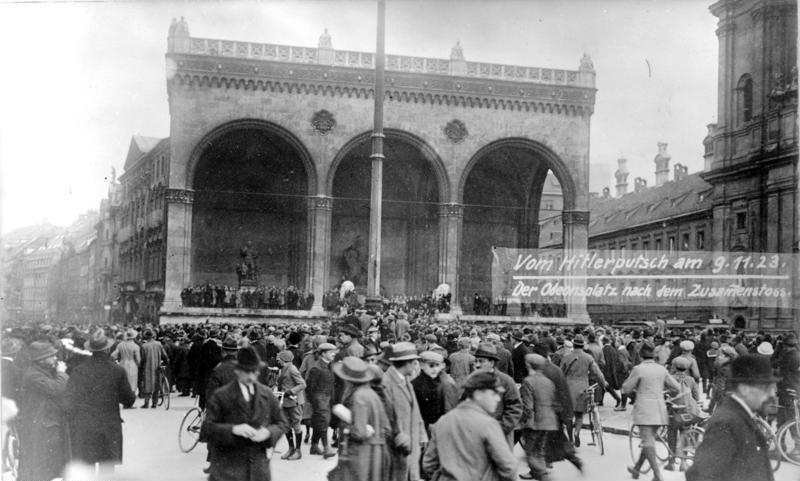
Odeonsplatz nach dem Putsch

Am 8. November 1923 verkündete Hitler bei einer Versammlung im Bürgerbräukeller seine Putschpläne. Der mit Maschinengewehr bewaffnete Stoßtrupp hatte auf Hitlers Befehl den Saal abgeriegelt. Anschließend drang die Truppe in die Redaktion der sozialdemokratischen Münchener Post ein, zerstörte die Geschäftsräume und entführte den Schriftleiter sowie den Redakteur und Münchner Stadtrat Erhard Auer als Geiseln. Am nächsten Vormittag entführten die Stoßtruppmänner außerdem weitere Stadträte und den Bürgermeister aus dem Rathaus. Die Geiseln sollten dann auf dem Marsch zur Feldherrnhalle am Odeonsplatz mitgeführt werden, um mit ihrer Erschießung drohen zu können, falls Reichswehr und Landespolizei das Feuer auf die Putschisten eröffnen sollten. Gegen Mittag wurde der Marsch dann von der Landespolizei gestoppt.

### 1924: Verbot des Stoßtrupps

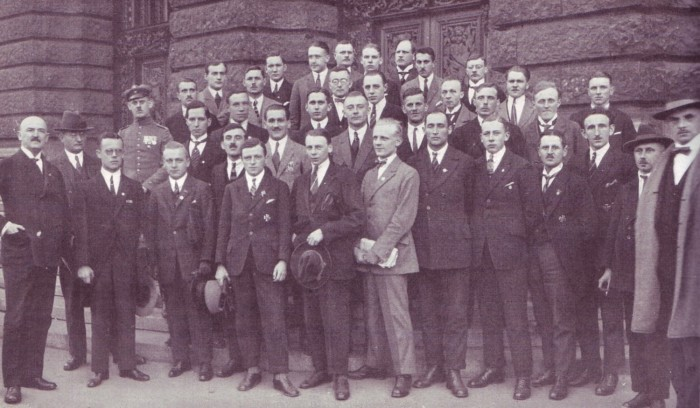
Mitglieder des Stoßtrupp Adolf Hitler, April 1924

Nach dem gescheiterten Putsch kam es 1924 im Strafprozess zum offiziellen Verbot des Stoßtrupps. Gleichzeitig wurden 38 Angehörige zur Festungshaft in Landsberg verurteilt. Nicht alle traten die Strafe an, sechzehn entzogen sich durch Flucht. Im Jahr 1925 waren alle Stoßtrupp-Männer wieder auf freiem Fuß. Unter anderem die äußerst milde gemeinsam verbrachte Festungshaft hatte ihre Bindung vertieft.
Die Ehemaligen des Stoßtrupps trafen sich als „Alte Kämpfer“ auf sogenannten Kameradschaftsabenden. Nach der Entmachtung der SA im Jahr 1934 betreute das „Amt für den 8./9. November 1923“ unter Friedrich Geißelbrecht diese Treffen. Ab 1935 veranstaltete man regelmäßig in der Hauptstadt der Bewegung feierliche Aufmärsche an der Feldherrnhalle und am Königsplatz. Der Marschblock der angereisten „Alte Kämpfer“ wurde von den vor Ort lebenden Mitgliedern des Stoßtrupps begrüßt, die auch Ausweise, Eintrittsscheine und Freikarten für die Verkehrsmittel verteilten.

### 9. November 1938 (Pogromnacht)
Beim traditionellen Kameradentreffen am 9. November 1938, im Anschluss an Gedenkmarsch und Versammlung im Alten Rathaus hielt Goebbels auf Anweisung Hitlers eine antijüdische Hetzrede und forderte „zu Ausschreitungen gegen jüdische Gotteshäuser und Geschäfte“ auf. Anschließend zogen die Stoßtruppmänner in Uniform und weitere Teilnehmer der Gedenkveranstaltung gegen 22:30 Uhr randalierend durch die Stadt. Im Stadtzentrum, in der Nähe des Alten Rathauses, wurden jüdische Geschäfte zerstört sowie die Alte Synagoge Ohel Jakob in Brand gesetzt.
In der älteren Geschichtsforschung war man davon ausgegangen, dass „SA-Leute in Zivil“ die Synagoge in Brand gesetzt hätten. Seit den Forschungen von Angela Hermann, die in den Vierteljahrsheften für Zeitgeschichte 2008 veröffentlicht wurden, gilt jedoch als erwiesen, dass der Stoßtrupp Hitler diese Ausschreitungen auf Hitlers persönliche Anweisung ausgeführt hatte.

## Bekannte Mitglieder
Zum Stoßtrupp Adolf Hitler gehörten etwa 100 Männer. Bekannte Mitglieder waren:
- Walter Baldenius
- Joseph Berchtold
- Wilhelm Briemann junior (* 1899 in München), Sohn von Wilhelm Briemann sen.
- Hanns Bunge
- Emil Danneberg
- Emil Dietl
- Wilhelm Dirr
- Julius Karl von Engelbrechten
- Josef Feichtmayr[4]
- Otto Feichtmayr[5]
- Berthold Fischer
- Fritz Fischer
- Karl Fiehler
- Werner Fiehler
- Josef Fleischmann
- Hermann Fobke
- Franz Fröschl
- Johann Frosch
- Wilhelm Fuchs
- Josef Gerum
- Friedrich Geißelbrecht
- Jakob Grimminger
- Emil Hamm
- Karl Hauenstein
- Johann Haug (Fahrer Hitlers)
- Erhard Heiden
- Walter Hewel
- Paul Hirschberg
- Gerhard Friedrich Hoff
- Karl Hutter
- Wilhelm Kaiser
- Florian Kastner
- Hans Kallenbach
- Philipp Kitzinger
- Heinrich von Knobloch
- Wilhelm Knörlein[6]
- Hans Eduard Krüger
- Karl Laforce
- Wilhelm Laforce
- Albert Lindner
- Konrad Linder
- Johann Mahr
- Hansjörg Maurer
- Emil Maurice
- Heinz Pernet
- Otto Wolfgang Reichart
- Alois Rosenwink
- Julius Schaub
- Ludwig Schmied
- Edmund Schneider (Putschist)
- Johann Schön
- Julius Schreck
- Hans Schultes
- Fritz Schwerdtel
- Michael Steinbinder
- Adalbert Stollwerk[7]
- Heinrich Strauss
- Christian Weber
- Johann Wegelin[8]